# 離岸流
離岸流（りがんりゅう）とは、海浜流系の一種で、海岸の波打ち際から沖合に向かってできる流れのこと。幅10メートルから30メートル前後、長さ数十メートルから数百メートル前後で生じる、局所的に強い沖方向の波。主に、海岸に打ち寄せた波が沖に戻ろうとする時に発生する強い流れ。向岸流の対義語。

## 概要

海岸付近の循環と離岸流の例。

一般に、海岸から離れた海域では比較的一様な流れである沿岸流が存在する。だが、海岸に近い海域では海水は循環しており、沖合から海岸に向かう「向岸流」、海岸に沿って流れる「並岸流」、海岸から離れ沖合に向かう「離岸流」が、一つの循環系を形成している。これらの海浜流の発生は、その海岸の地形だけでなく、風向、風速などの気象、並びに潮流、潮汐などの海象が大きく影響を与え、様々に変化して発生する。
離岸流があるところでは、波峰線が途切れた海面に、通常の打ち寄せる波とは異なるざわついた水面（攪乱）が見られる。注意深く観察する訓練を重ねれば、肉眼でもその存在が認められる。
海水浴場では離岸流によって死者が多数出ている（後述）。
2022年7月、福島海上保安部が福島県いわき市の薄磯海水浴場で行った調査では、弱いものながら幅約3m、長さ約80mの規模の離岸流が観測された。

### 離岸流の利用
結果的に離岸流が発生している場所は大きな波が立ちにくいため、サーフィンやボディボード、ウィンドサーフィンなど、海浜流を利用するマリンスポーツの「こぎ出し」を行う場所として選ばれることが多い。これらのスポーツでは離岸流をカレント(current)と呼ぶ。

### 離岸流の種類
リップ・カレント (Rip current)

海岸から砕波帯を通り抜けて沖合に向かう継続時間の短い強い表面の流れであり、海浜流系の中において、海岸に沿って流れる並岸流が収束（養流 Feeder current）してできる、狭義の離岸流である。
リーフ・カレント (Reef current)

離岸流の一種で、珊瑚礁海域という特徴的な海域で発生する流れである。日本における珊瑚礁海域は、一般に、環状に陸地を囲む外側の珊瑚礁（外礁）、陸地と外礁の間にある水深がある海域（礁池）からなっているが、外礁の切れ目であるリーフギャップでは、海水の流出及び流入が盛んに行われ、時に強い流れが発生することがあり、ここで沖合に向けて発生する強い流れをリーフ・カレントと言う。
礁池は、外礁によって外洋の波浪を遮るため静かな池のように見え、また、珊瑚礁や熱帯魚等が数多く生息し美しい景観を備えているため、シュノーケリング等に適した場所である。しかしながら、それ故にシュノーケリングに夢中になっている者が知らずにリーフ・カレントに巻き込まれ外洋に流される海難事故が数多く発生している。
一般の離岸流と同様、気象及び海象によって様々に変化して発生するため、以下のように大別される。
| 潮汐性のリーフ・カレント | 高潮時に礁池に溜まった海水が、低潮時に外洋に向かってリーフギャップから海水が流れ出す |
| 波浪性のリーフ・カレント | 波浪により礁池に打ち込まれた海水が、外洋に向かってリーフギャップから海水が流れ出す   |

## 離岸流による事故と対策

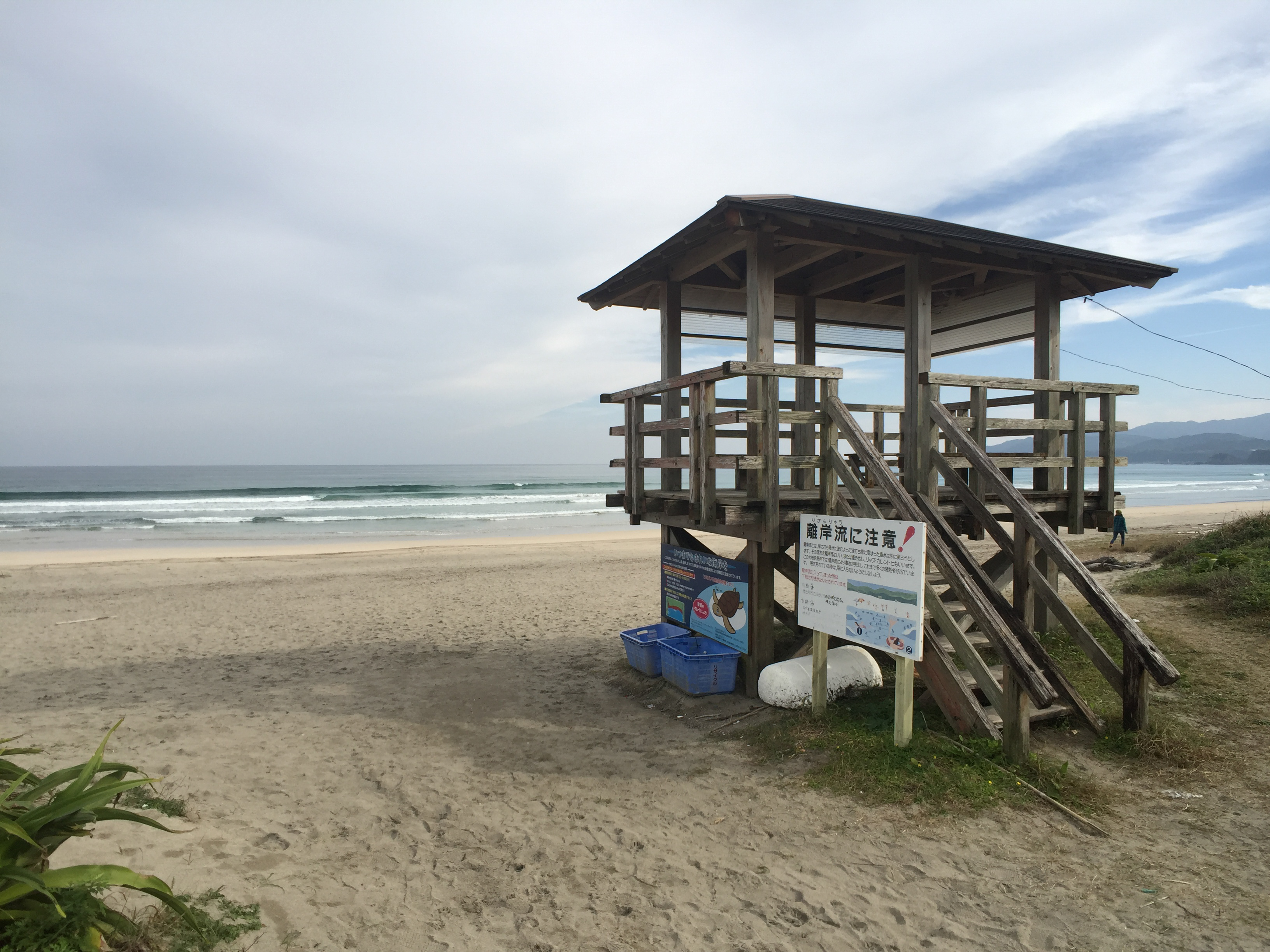
離岸流に注意するよう呼び掛ける看板

遠浅の海岸を中心に発生しやすいため、海水浴客が知らず知らずに巻き込まれ、沖合に流され事故となるケースがある。沖合では僅かに高い波も漂流者の視界を奪い方向感覚が掴めなくなり、自分が流されている方向すら分からなくなる。複雑な流れにより急に波浪が高くなることもあり、海水にもまれそのまま溺死してしまう可能性が高い。
各国の海水浴場では毎年のように相当数の犠牲者が出ている。例えばフロリダでは離岸流による死者の数は、竜巻の被害者数とサメの被害者数を足した数よりも大きい。
日本で離岸流によると思われる被害が最も大きかった海浜事故として、昭和30年（1955年）7月28日に発生した橋北中学校水難事件がある。三重県津市の中河原海岸において、市立橋北中学校の女子生徒が、水泳の訓練中に見舞われた事故である。海が静穏だったにもかかわらず、突然大きな波が襲い、生徒たちが次々と海底に引きずられ36名が死亡した。中河原海岸は遠浅であるが、「付近の安濃川から流れ込むことによってできた窪みがある海底地形と、その川の流れにより発生した離岸流が原因である」と説明されている。地元では、その流れにより発生する「タイナミ」と呼ばれる波が知られている。
なお、離岸流と同様の現象による事故は河川においても確認されている。

### 脱出法

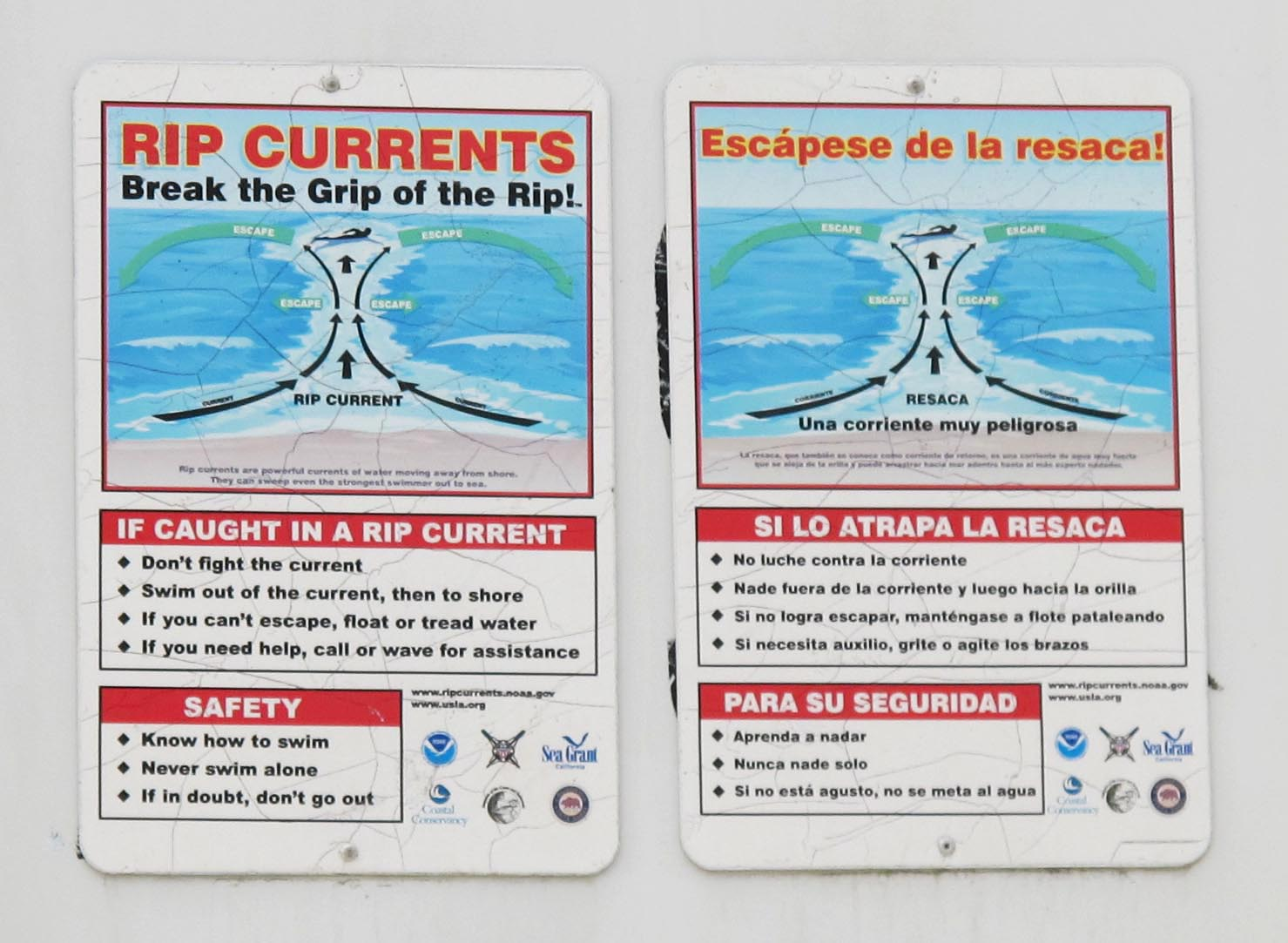
カリフォルニア州サンディエゴにあるミッションビーチに設置されている警告看板。対処法として、離岸流に対し逆らうのではなく横方向に泳ぐことで逃げられる、もし逃げられない場合は浮くか立ち泳ぎをしてやり過ごすことが記載されている

海岸線と並行方向に泳ぐ

離岸流の速さは秒速1メートルを超えることがあり、これに逆らって浜に泳ぎ着くことは、水泳のオリンピック選手でも無理である。流れに逆らって泳ごうとしても、結局沖合まで徐々に運ばれ、陸から遠ざかることでパニックに陥り、溺死してしまう。
したがって、各地の海上保安部などでは、まず海岸線と平行方向（つまり沖へ向かう流れに対して横方向）に泳ぎ、波が砕けた地点まで到達したのちに、浜へ向かって泳ぐことが推奨されている。
浜に向かって斜め45度方向に泳ぐ

日本ライフセービング協会では、泳ぎの得意な人向けの方法として、浜に向かって斜め45度方向（上記のルートの対角線状）に泳ぐことで、離岸流から抜け出す方法を紹介している。